# De bruikleners
De bruikleners (Originele titel: The Borrowers) is een boek uit 1952, geschreven door Mary Norton. Het gaat over kleine wezens die spullen van normale mensen lenen. Ze blijven verborgen voor de mens en zijn vergelijkbaar met de kabouter en The Littles.

## Verfilming
Het boek werd door Studio Ghibli in 2010 verfilmd als de animefilm Arrietty.